# JW
JW är ett musikalbum som gavs ut av den svenske sångaren Jerry Williams på Sonet Records 1989.

## Historik
Jerry Williams hade en framgångsrik karriär bakom sig, som inleddes på 1960-talet och med stora musikaliska framgångar under 1970-talet. I och med albumet JW och singeln "Did I Tell You" nådde han ut till en större och yngre publik. Albumet producerades av Ola Håkansson, som även skrivit några av låtarna, bland annat i låtskrivarkonstellationen Norell Oson Bard. Bland bakgrundssångarna kan nämnas Tommy Nilsson, Titiyo, Suzzie Tapper, Tommy Ekman och Björn Ström. Som "tack för hjälpen" med körarbetet ställde Jerry Williams i gengäld upp som körmedlem bakom Tommy Nilsson i Melodifestivalen 1989 och bidraget "En dag", skriven av Norell Oson Bard. Bidraget vann den svenska uttagningen och Williams följde med som körsångare till Eurovision Song Contest i Schweiz där bidraget slutade på fjärde plats i finalen 6 maj (tre dagar efter att JW gått in på den svenska försäljningslistan). 
Från albumet släpptes singlarna "Did I Tell You", "Woman", "It Started with a Love Affair" och "I Want to Know", samtliga under 1989. 
Designen av skivomslaget gjordes av Bea Uusma och Jonas Holst. 
Vid Grammisgalan 1990 belönades JW med en grammis för "Årets LP". 
Efter albumsläppet satte Williams upp krogshowen Live på Börsen. Denna blev en publiksuccé och kördes i flera säsonger med totalt 167 föreställningar på Hamburger Börs i Stockholm.

## Låtlista

### Sida 1
1. "Woman" (Gavin Povey) – 4:04
2. "Stop and Let Me Love You" (Nisse Hellberg) – 2:31
3. "I Want to Know" (Gunnar Skoglund, Lasse Karlsson, Suzzie Tapper) – 3:44
4. "Someone" (Povey) – 4:33
5. "Did I Tell You" (Povey) – 4:14

### Sida 2
1. "Right Back Where I Started From" (Povey) – 4:16
2. "It Started with a Love Affair" (Norell Oson Bard) – 3:26
3. "Rock Your Heart Away" (Tommy Ekman) – 3:50
4. "Sympathy" (Alexander Bard, Magnus Frykberg) – 3:59
5. "Let Me Hold You in My Arms" (Anders Hansson, Ola Håkansson, Bard) – 3:41

## Listframgångar
Albumet gick in på Sverigetopplistan 3 maj 1989 och hade då sin högsta notering, tredje plats, vilket var Williams dittills högsta placering sedan listan infördes 1976. Albumet låg kvar på listan i 11 veckor. 
| Lista (1989) | Topplacering |
| ------------ | ------------ |
| Sverige      | 3            |